# پاتریک گلگر (بازیکن فوتبال)
پاتریک گلگر (انگلیسی: Patrick Gallagher؛ زادهٔ) بازیکن فوتبال است.
از باشگاه‌هایی که در آن بازی کرده‌است می‌توان به باشگاه فوتبال پورت ویل اشاره کرد.